# 羅允正
羅允正（越南语：／，1920年—1945年4月2日），筆名羅開，越南客家人，作曲家，在第二次世界大戰期間因爲參加反抗日軍的活動而被日本人處決。有代表作青年與春天（Xuân và tuổi trẻ）。

## 名字
羅本名羅允正，幼時家人稱呼他爲“阿開”，後來便以羅開爲筆名進行創作，越南人將“開”字音譯爲“Hối”，稱呼他爲“La Hối”。也有來源將他的筆名從越南語回譯到中文時候根據漢越音翻譯爲“羅匯”。

## 生平
羅允正1920年出生，出身於會安的羅氏家族。羅氏家族是來自廣東東莞的客家人，於18世紀後期移民到會安居住。
羅從小就表現出了音樂天賦。1936年至1938年間，羅前往西貢學習，同時他也得以向教授和音樂家們學習西方古典音樂。之後，他回到了會安，在會安期間，羅允正不僅進行音樂創作和參與愛國活動，還爲廣南和峴港的音樂潮流鋪平了道路——後來的名家，如：黃秀美、楊明寧、羅春、黎仲阮、蘭臺、阮有切等人，都曾受到過羅允正的影響或直接受教於他。
羅允正擅長多種樂器，如手風琴、吉他、曼陀林等。1939年，羅與朋友們成立了會安愛樂協會並擔任協會會長。根據音樂家潘黃鳥的說法，當時峴港（位於會安以北30公里）的音樂運動，包括玉齋、武雄和潘黃鳥等年輕作家也受到了會安愛樂協會創作和演出的影響。
在日本入侵中國和越南等國後，羅允正加入了反法西斯組織，並積極參與宣傳和破壞活動。1944年，被日本憲兵隊通緝的羅允正前往老撾避難，後來爲了執行任務又回到會安，後被日本人逮捕。1945年4月2日，日軍將羅允正等十人押送到峴港處決，埋葬於福祥山腳下，後被移葬至會安的反日本法西斯公墓中。

## 作品
羅允正與同爲會安客家人的葉傳華合作過一些作品，如1938年創作的旅越會安華僑青年團團歌和由羅允正作曲，葉傳華作詞的青年與春天。青年與春天原名青年與青春，在羅允正創作時，葉傳華正在中國國立西南聯合大學學習，葉回到越南後，在1961年爲該曲填上中文歌詞，並將歌名改爲青年與春天。1946年越南詩人世旅在會安被這首曲子和羅允正的事蹟打動，在羅的家人的允許下爲這首曲子創作了越南文歌詞。
除了青年與春天外，羅允正還創作過很多作品，但是只保存下了大約20部。他的大量作品被日本憲兵隊所沒收，還有一部分作品由羅的戀人，一位鋼琴老師保管。羅與她的戀情十分低調，以至於羅的家人也不知道這位老師的姓名。羅允正犧牲後，他的家人十分傷心，忘記了羅的戀人的存在，她的後來去向也成了一個謎。

## 紀念
羅允正的侄兒羅嘉勝在他去世後與葉傳華合寫了一首歌曲夢允正以紀念他。
現在會安有一條道路以羅開命名，體現了對羅允正在越南音樂界中做出的巨大貢獻的認可。

### 引用
1. 1 2 3 4  吳靜宜 2010，第106頁.
2. ↑  牖民 2020.
3. 1 2 3  Nguyễn Hữu Hồng Minh 2017.
4. 1 2 3 4 5 6  Hà Đình Nguyên 2006.
5. ↑  Nguyễn Hữu Hồng Minh 2019.
6. 1 2  Trương Điện Thắng 2015.
7. ↑  Phương-Duy. . saigonocean.com.   [2022-07-25]. （原始内容存档于2022-07-25） （越南语）.
8. ↑  向大有 2015，第24頁.
9. ↑  吳靜宜 2010，第106-107頁.
10. ↑  Nguyễn Hữu Hồng Sơn 2018.

### 來源
- 吳靜宜.  (PDF) (碩士學位論文论文). 國立中央大學. 2010. （原始内容存档 (PDF)于2022-07-17） （中文（臺灣））.
- 向大有.   (pdf). 八桂侨刊 (广西). 2015  [2022-07-17]. CN 45-1269/D. ISSN 1002-3925. （原始内容存档 (PDF)于2022-07-17） –中国国际移民研究网 山东大学移民研究所 （中文（中国大陆））.
- Nguyễn Hữu Hồng Minh. . 1thegioi.vn. 2017-12-10  [2022-07-17]. （原始内容存档于2022-07-17） （越南语）.
- 牖民. . 華文西貢解放日報. 2020-10-04  [2022-07-17] （中文）.
- Nguyễn Hữu Hồng Sơn. . cadn.com.vn. 2018-01-12  [2022-07-17]. （原始内容存档于2022-07-17） （越南语）.
- Hà Đình Nguyên. . thanhnien.vn. 2006-01-18  [2022-07-17]. （原始内容存档于2022-07-17） （越南语）.
- Trương Điện Thắng. . www.hoianworldheritage.org.vn. báo quảng nam. 2015-12-14  [2022-07-17]. （原始内容存档于2021-06-24） （越南语）.
- Nguyễn Hữu Hồng Minh. . duyendangvietnam.net.vn. 2019-10-08  [2022-07-17]. （原始内容存档于2020-10-22） （越南语）.

## 外部鏈接
- 青年與春天樂譜 （页面存档备份，存于）
- 青年与青春中文版 罗允正烈士留下的一首好歌 （页面存档备份，存于）
- 青年與春天歌詞中的趣味 （页面存档备份，存于）